# Bouziès
Bouziès (okzitanisch Bosiès) ist eine kleine Gemeinde mit 94 Einwohnern (Stand 1. Januar 2022) im Département Lot in der französischen Region Okzitanien (zuvor Midi-Pyrénées). Das Gemeindegebiet gehört zum Regionalen Naturpark Causses du Quercy.

## Lage
Die beiden Ortsteile von Bouziès (Bouziès-Bas und Conduché) liegen etwa einen Kilometer voneinander entfernt auf beiden Seiten des Flusses Lot, den der Pont de Conduché überspannt. Bouziès Bas gehört jedoch zur Gemeinde Saint Géry-Vers. Das Gebiet liegt im Herzen der an kulturellen und kulinarischen Attraktionen überaus reichen Landschaft des Quercy. Die Hauptstadt des Quercy, Cahors, ist etwa 25 Kilometer (Fahrtstrecke) in südwestlicher Richtung entfernt. Bis zur früheren Kantonshauptstadt Saint-Géry sind es etwa sechs Kilometer in westlicher Richtung. Saint-Cirq-Lapopie, eines der „Schönsten Dörfer Frankreichs“ liegt nur etwa fünf Kilometer in südöstlicher Richtung von Bouziès-Haut entfernt. Die Vorzeithöhle von Pech Merle liegt ebenfalls nur fünf Kilometer nordöstlich.

## Bevölkerungsentwicklung
| Jahr      | 1968 | 1975 | 1982 | 1990 | 1999 | 2006 | 2018 |
| Einwohner | 105  | 93   | 74   | 77   | 70   | 72   | 88   |

Im 19. Jahrhundert hatte der Ort zwischen 300 und 400 Einwohner. Infolge der Reblauskrise im Weinbau und der zunehmenden Mechanisierung der Landwirtschaft ging die Bevölkerung im 20. Jahrhundert kontinuierlich bis auf die derzeitigen Tiefststände zurück.

## Wirtschaft
Der kleine Ort Bouziès lebt immer noch von der Land- und Forstwirtschaft; beides ist jedoch im engen Tal des Lot nur auf den Hochflächen möglich. Auch die Einnahmen aus dem Tourismus (Café, Restaurant, Bootsverleih und Bootsurlaub auf dem Lot) spielen eine nicht unwesentliche Rolle im Wirtschaftsleben der Gemeinde.

## Geschichte
Der Ortsname wurde in mittelalterlicher Zeit auch Boziers, Voziers oder Voziès geschrieben. Wahrscheinlich im Hundertjährigen Krieg (1337–1453) wurde etwas außerhalb des Ortes eine in eine Felsklamm hineingebaute Burg errichtet – von wem ist jedoch unklar. Der Volksmund nennt sie Château des Anglais.

## Sehenswürdigkeiten
- Das Château de Condat – ein schmuckloser zweiflügeliger Bau aus dem 15. Jahrhundert – wurde im 17. und 18. Jahrhundert umgebaut. Es befindet sich in Privatbesitz. Ein rundes Taubenhaus (pigeonnier) gehört zum Anwesen. Der Bau wurde im Jahr 1987 als Monument historique anerkannt.[1]

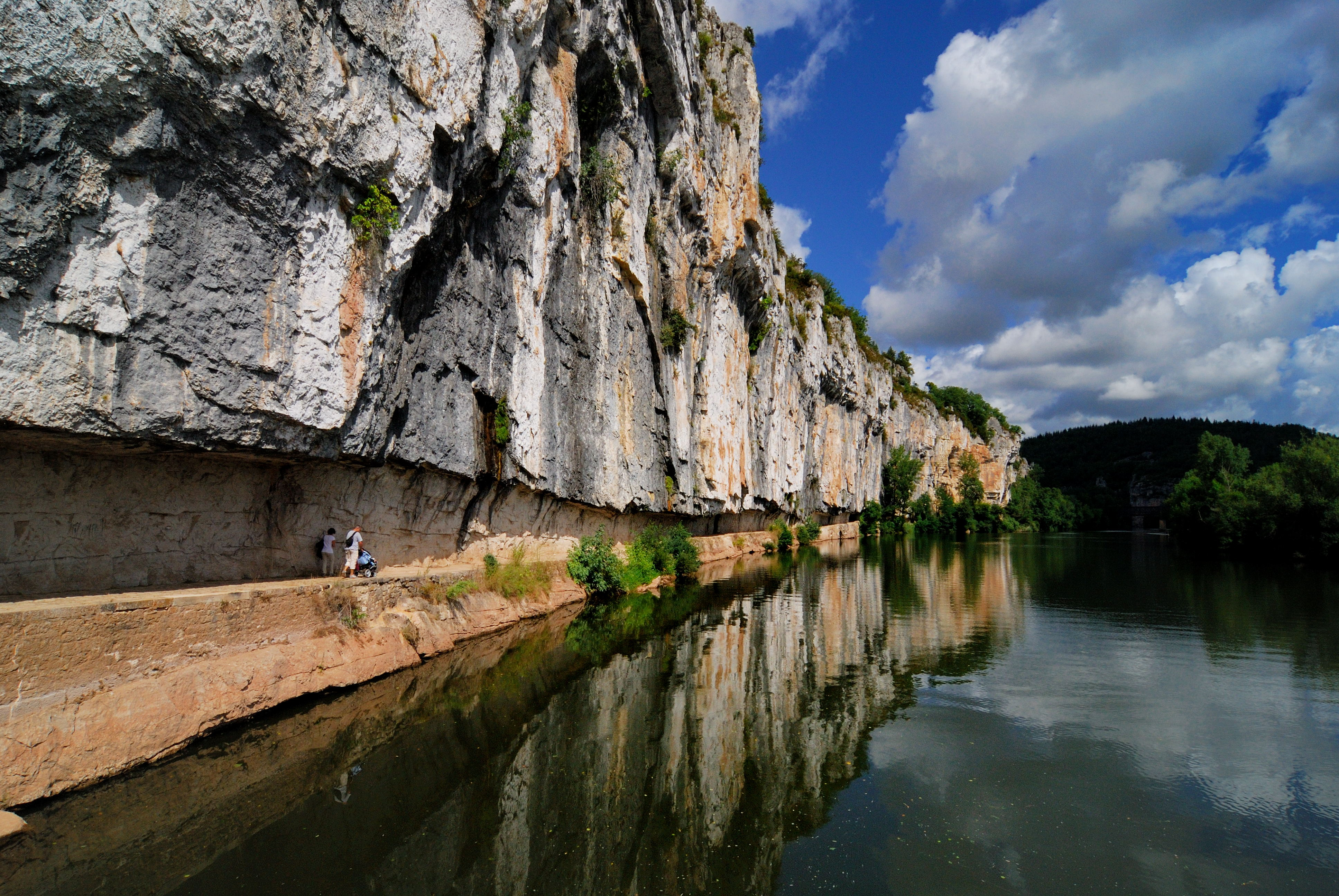
Bouziès – Treidelpfad am Lot

- Nur wenige Kilometer außerhalb des Orts steht die Ruine des sogenannten Château des Anglais, einer in eine Felswand hineingebauten Wehranlage aus der Zeit des Hundertjährigen Kriegs.
- Die Pfarrkirche ist ein einschiffiger Bau des 19. Jahrhunderts mit einem neoromanischen Turm.
- Die durch Auswaschungen, aber auch durch menschliches Zutun entstandenen Kalksteinüberhänge (abris) entlang des Lot wurden als Treidelpfad (chemin de halage) genutzt, denn bis zum Beginn des 20. Jahrhunderts wurden Güter und Personen auf dem Lot mittels Lastkähnen transportiert. Ein Teil des Felsüberhangs ist von dem Bildhauer David Monnier zu einer etwa 15 Meter langen abstrakten Wandskulptur umgestaltet worden.
- Zwei Felshöhlen mit prähistorischen Steinritzungen und anderen Funden wurden 1980 bzw. 1993 als Monuments historiques eingestuft und somit unter Schutz gestellt.[2][3] Sie befinden sich auf Privatgelände und sind nicht zu besichtigen.

## Sonstiges
Einige Einstellungen des im Jahre 2005 von der französischen Regisseurin Coline Serreau gedrehten Films Saint-Jacques… La Mecque wurden in Bouziès gedreht.